# Pentila ueleensis
Pentila ueleensis är en fjärilsart som beskrevs av Henry Stempffer och Bennett 1961. Pentila ueleensis ingår i släktet Pentila och familjen juvelvingar. Inga underarter finns listade i Catalogue of Life.